# Jemima

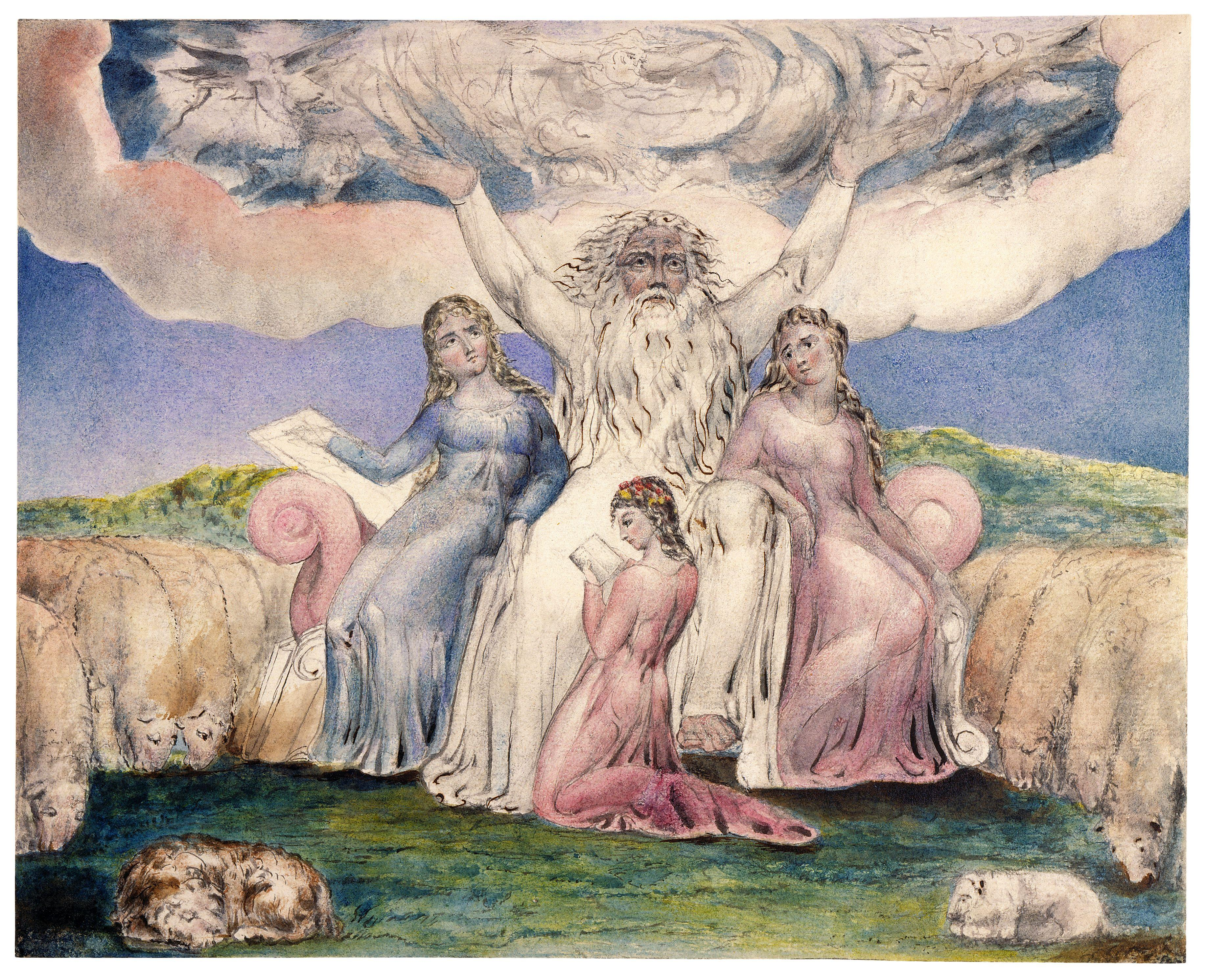
Jó com suas três filhas por William Blake

Jemima (em hebraico: יְמִימָה ; romaniz.: Yəmīmā) é uma personagem do Antigo Testamento da Bíblia. 
Era a mais velha das três filhas belas de Jó, que a ele foram dadas no final de sua vida, depois que Deus o fez próspero novamente. As irmãs mais novas de Jemima são chamadas de Quézia e Querém-Hapuque. Em contraste, o nome dos filhos de Jó não são citados. 
Jemima, junto a suas irmãs, foi descrita como a mais bela de todas as mulheres da terra. Também, excepcionalmente e como suas irmãs, Jemima tomou parte na herança de seu pai, uma vez que se esperava que quem recebesse tal herança fosse seus irmãos. Salvo estas breves referências no final do livro de Jó, Jemima não é mencionada em nenhuma outra passagem da Bíblia.
O nome Jemima em hebraico significa literalmente "quente", "emotivo", ou seja, " carinhosa", que também pode ser interpretado como "pomba", uma vez que em hebraico a palavra pomba deriva da mesma utilizada para "calor".
Em Jó 42:14 (Tradução Brasileira):
"Chamou o nome da primeira Jemima, o nome da segunda Quézia e o nome da terceira Querém-Hapuque."

## Rainha árabe
O teólogo cristão John Gill observa que Jemima pode significar tanto "dia" como "pomba", esta última associada à palavra árabe "jemama". Observando que há na Arábia Saudita um local designado por Iamama que teve uma rainha por nome Jemama, Gill conjectura que a Jemima bíblica pode estar relacionada à Jemama do folclore árabe.